# モアビ
モアビ（moabi; 学名: Baillonella toxisperma）とはアカテツ科の高木の一種である。中部アフリカを中心に分布し（参照: #分布）、日本ではサクラ材の代用材（いわゆる「洋桜」）の一つとして流通するが、現地では果実や種子の仁が食用、様々な部位が薬用に用いられる（参照: #利用）。

## 名称
モアビという呼称はガボンやコンゴ共和国の現地語である複数種のバントゥー語に同じものが見える。内訳は以下の通りである。
- ガボン: シラ語（Shira; 別名: Eshira）、ヴァラマ語（Varama; 別名: Barama、Bavarama）、ヴング語（Vungu; 別名: Vumbu）、プヌ語（Punu）、ルンブ語（Lumbu; 別名: Baloumbou）、サング語（Sangu）、ングビ語（Ngubi; 別名: Ngowé）[4]
- コンゴ共和国: ヴィリ語（Vili）、ヨンベ語（Yombe）[注 1]、ルンブ語、プヌ語[6]

そのほかの現地語名はナイジェリアおよびカメルーンのものは Unwin (1920:229, 438)・Dalziel (1937:357f)・Keay, Onochie & Stanfield (1964:350)・Eyog Matig et al. (2006:147)、ガボンのものは Raponda-Walker & Sillans (1961:395)、コンゴ共和国のものは Bouquet (1969:224) に見られるが、言語名が特定可能なものはwikt:モアビ#翻訳に一覧を譲ることとする。
以下は言語名は特定できないものの、地域名などが指定されている呼称である。
ナイジェリア:
- オゴジャ（Ogoja）地方: ode, ofri[7][8]
- Itung: oaat[7]、osat[8]
- Kiaka: ofor[8]

カメルーン: nùmgù、nounegou、noumgou;〔果実〕maniki
- 南部: nungu[7]

コンゴ民主共和国:
- カサイ地域（英語版）: dimpampi[5]
- Kihongo: moye[5]

## 分類
現在モアビの学名として有効とされているものは1890年、フランスの植物学者ジャン・バティスト・ルイ・ピエール（Jean Baptiste Louis Pierre）により記載されたモノタイプの Baillonella toxisperma である。しかし20世紀の資料ではドイツ（当時はプロイセン）のアドルフ・エングラーにより1897年に記載された Mimusops djave による言及が散見される。エングラーはこの学名をフランスの博物学者で後にインドシナ総督となったジャン・マリー・アントワーヌ・ド・ラヌッサンの命名した学名からの組み替えとして扱っているが、実際のド・ラネッサンによるガボン産の Bassia djave の「記載」(1886年) は種子が食用や薬用となることへの言及は見られるものの形態に関する記述が見られず、1994年にアメリカ合衆国農務省農業研究サービスの植物学者たちから非正式名（nomen invalidum）と見做されている。

## 分布
ナイジェリアから熱帯アフリカ西中央部にかけて分布する。具体的にはナイジェリア、カメルーン、ガボン、コンゴ共和国、アンゴラ（カビンダ州）、コンゴ民主共和国（旧ザイール）、中央アフリカ共和国に見られる。

## 生態
ナイジェリアからアンゴラ領の飛び地であるカビンダ州にかけて（特にカメルーン・ガボン林）の常緑湿潤林に見られる。原生林に豊富に見られ、雨季のはじめに落葉する。
ガボンでは最大級の巨木の一つであり、葉は花が咲く前に落ちる。果実が実る頃になるとすぐにそれと分かる芳香を放つようになり、現地語の一つであるミエネ語ンポングウェ方言では orèrè wi baguma anango dava〈オレレ (= モアビ) は遠くまで実の香りを広げる〉ということわざが見られる。この果実はサル、イボイノシシ、ゾウの好物である。
コンゴ地域の森林においても最大級の巨木の一つであり、Chaillu やマヨンベ地方（Mayombe）の湿潤林には豊富に見られるが、一方でキュヴェト地方や林業セクターには全くと言ってよいほど見られず、これは土壌の性質によるものと考えられる。コンゴ民主共和国（旧ベルギー領コンゴ）の地理で言えば、マヨンベ地方の森やコンゴ中央州（旧バ・コンゴ）やカサイ地域（Kasaï region）の拠水林に見られる。

## 形態的特徴
樹幹は円筒形であり通直で径2メートル、基部肥厚小である。樹皮は厚くて粗く、深く裂け、白色の乳液を出す。
葉は単葉で全縁、裏面が有毛で小枝先に束生し、披針形の托葉も束生する。葉身は倒披針形で最大30×10センチメートル、先端は円形だが後に急激に鋭尖形となり、葉脈は下方に突出する。葉柄は細長く3-4センチメートルである。
花は両性花であり4室、萼片は8つでうち4つが外面、残り4つが内面に見られる。花冠は筒状で8裂、雄蕊（おしべ）が8本で、軟毛に覆われた仮雄蕊が8本存在し、子房は単胚珠、小花梗には軟毛が見られ、長さ3センチメートルに達する。
果実は球状である。
種子は卵形で殻は堅くて厚く、細い外被や縦方向全体にわたる腹部の縫合部を有する。仁には油脂が含まれる。

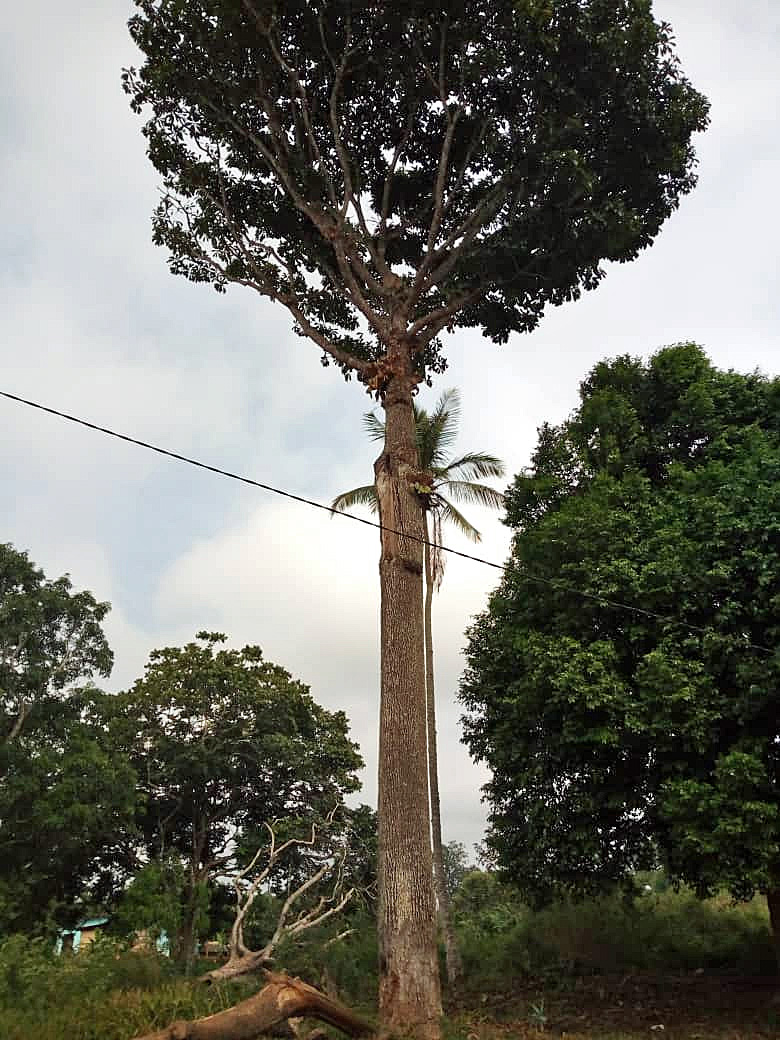
全体。
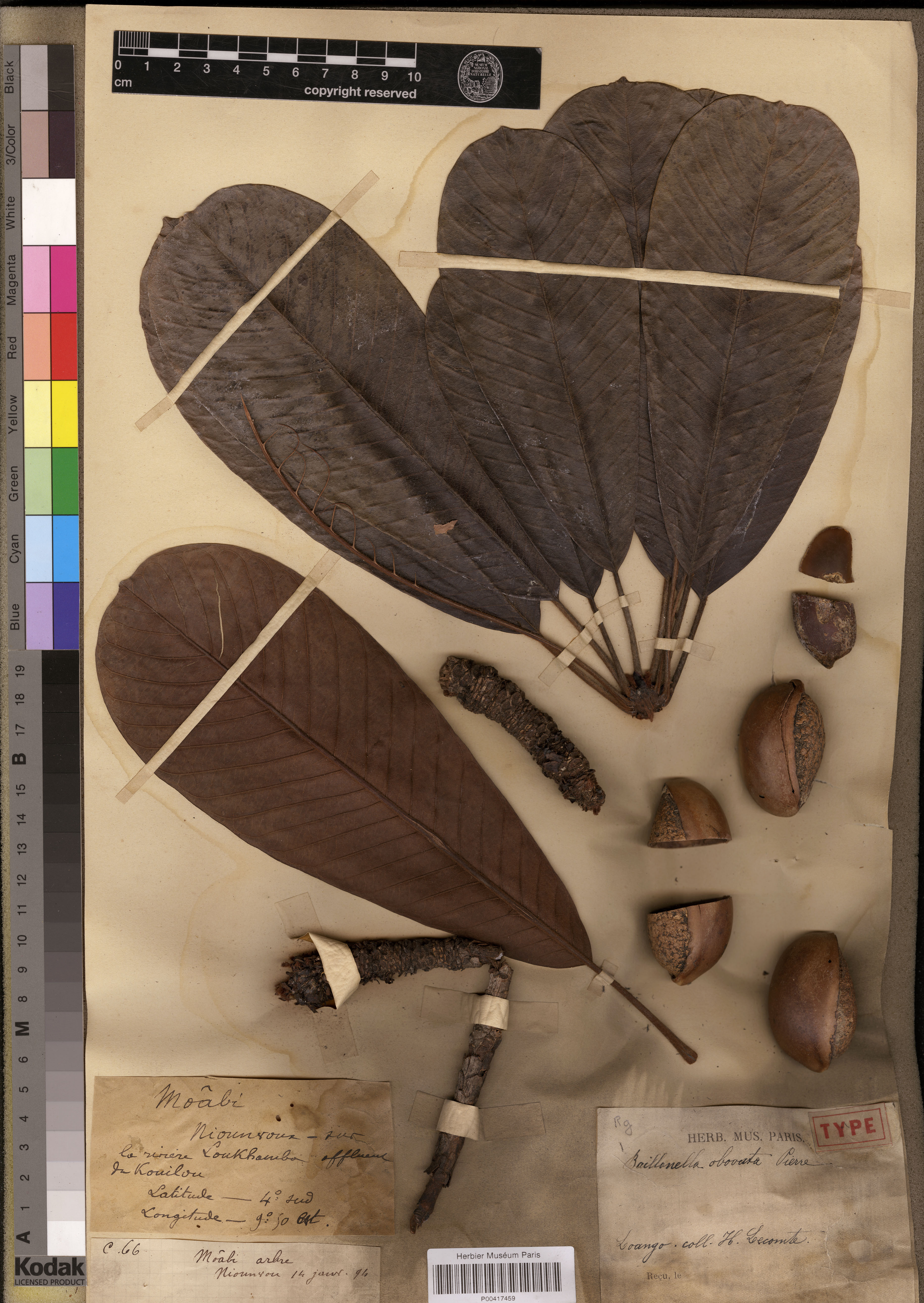
1894年にアンリ・ルコントにより現コンゴ共和国のクイルー川支流の河岸で採取されたモアビの葉と種子の標本（厳密にはシノニムの一つである Baillonella obovata の基準標本; 標本番号66番、フランスの国立自然史博物館蔵）。

## 利用

### 木材
モアビは日本でアフリカザクラ、アフリカンチェリー、洋桜という市場通称で流通する赤味のある材を産出するアカテツ科の樹種の一つである。大径木であるため大きな材が得られ、色味の類似性からサクラ材の代用材として扱われるが、サクラ材よりも重硬であり、西アフリカに生育しやはりアカテツ科であるマコレ（Tieghemella spp.）と全体的な雰囲気が似ている。
心材は赤味の強い茶褐色で、辺材は灰白色系である。木目はかなり詰まっていて、杢（玉杢、泡杢）が見られる場合もある。
木質は緻密で気乾比重0.80-0.88、ロクロ加工ではシャラシャラと挽くことが可能で削りやすいが、細かい針状の木屑も出て、目鼻を刺激し、喉がイガイガしてくる。加工の際にはほかにシリカに当たる場合があるということも注意すべき点である。
用途には化粧板、テーブル天板、床板、唐木細工、装飾、外装、家具といったものがある。
ガボンでは輸出用木材として2番目に重要な樹種である。

### 食用
果実（ガボンの現地語では oyawe、dyabi、ndjabé、éabé、liyavi、liyèbi という）は食用となり、仁から食用の油脂も得られる。

### 薬用
ガボンでは何らかの病気の際にモアビの仁の油脂が揉み込まれる形で用いられる。
コンゴ共和国では樹皮を煎じたものが様々な呼吸器系や胃腸の病の際に服用され、催吐作用を有していると考えられる。また女性たちは分娩後のケアやおりもの、他の膣感染症に対しても用いる。リウマチや腰部の痛みがある場合には煎じ薬を蒸気浴に使用し、搾りかすで擦ることがよく勧められる。樹液は傷口の止血や癒創薬、また歯の根本の露出を防ぐために歯茎に対して用いられる。乾燥させた樹皮の粉末はパーム油と混ぜ合わせてくる病の子どもの体に擦りつけられたり、てんかんの発作を防ぐために額にあてられたりする。
カメルーンでは油脂を皮膚病ややはりリウマチに対して用いたり（Laird (2000)）、カメルーン山地方で樹皮を不妊症やほかの婦人科的な悩みに対して使用したりする（Laird & et al. (1997)）といった報告が存在する。

## 保全状況
VULNERABLE (IUCN Red List Ver. 2.3 (1994))
1998年に発表されたIUCNレッドリストでは危急種とされたが、具体的な理由付けは空欄とされている。ただ脅威として木材を求めての過剰伐採が指摘され、分布域の大部分で減少傾向にあるとされている。